# Ꜿ
Ꜿ (o en minúsculas, ꜿ) es una letra que se usaba en latín como abreviación del prefijo con- (o com- antes de B o P) que se origina de la escritura visigoda. También se usaba en el gallego-portugués antiguo como abreviación de las terminaciones -os y -us.

## Códigos en computación
Esta letra se suele representar con los siguientes caracteres Unicode:
| Carácter      | Ꜿ                                        | Ꜿ                                        | ꜿ                                      | ꜿ                                      |
| ------------- | ---------------------------------------- | ---------------------------------------- | -------------------------------------- | -------------------------------------- |
| Unicode       | LATIN CAPITAL LETTER REVERSED C WITH DOT | LATIN CAPITAL LETTER REVERSED C WITH DOT | LATIN SMALL LETTER REVERSED C WITH DOT | LATIN SMALL LETTER REVERSED C WITH DOT |
| Codificación  | decimal                                  | hex                                      | decimal                                | hex                                    |
| Unicode       | 42814                                    | U+A73E                                   | 42815                                  | U+A73F                                 |
| UTF-8         | 234 156 190                              | EA 9C BE                                 | 234 156 191                            | EA 9C BF                               |
| Ref. numérica | &#42814;                                 | &#xA73E;                                 | &#42815;                               | &#xA73F;                               |